# Zion I
I Zion I (si pronuncia "Zion Eye") sono un duo hip hop di Oakland, California. Il duo è composto dal beatmaker e dj AmpLive e dall'MC Zumbi. I due sono artisti underground molto apprezzati, specialmente per l'abitudine di mischiare campioni e strumenti musicali e per le liriche poetiche e socialmente conscoius. Il debutto dei Zion I avviene nel 1997 con un Ep su cassetta, dal titolo Enter the Woods. Il loro primo singolo, per l'etichetta indipendente Ground Control Records ("Inner Light"), aprì la strada per un album.
Nel 2000 i due pubblicarono Mind Over Matter. In totale sono usciti cinque album di studio a nome Zion I, di cui un album realizzato in collaborazione con The Grouch, dal titolo Heroes in the City of Dope.

## Storia del gruppo
Le radici musicali di Amp Live e Zumbi vanno fatte risalire alla loro infanzia. AmpLive inizia ad avvicinarsi al mondo della musica suonando diversi strumenti musicali, come piano e batteria. Durante gli anni delle superiori comincia a produrre basi, ispirato da molti generi musicali differenti. Zumbi si avvicina subito all'hip hop. Canzoni come "The Breaks" di Kurtis Blow e "Rock Box" dei Run-D.M.C. lo avvicinano alla cultura hip hop e Q-Tip dei A Tribe Called Quest rappresenta la sua ispirazione lirica per eccellenza, per originalità e per la particolarità della voce e dell'approccio alla rima. Zumbi scrisse le sue prime rime negli anni '80, quando studiava Studi Sociali alle superiori.
Zumbi continua a scrivere ed inizia ad esibirsi in piccoli club finché, nel 1991, incontra AmpLive ed altri due MC's Sup dei Connecticut e Richard Raymond dei Cherry Hill e con loro forma un gruppo chiamato Metufour, che riesce a firmare un contratto per la Tommy Boy Records. Zumpi ed AmpLive, il cui suono era troppo indipendente per l'etichetta, lasciano presto il gruppo.

## Il debutto e i Zion I
Dopo avere firmato un contratto con l'etichetta indipendente Ground Control Records, il duo realizza il suo primo singolo, "Inner Light", nel 1998 e produce un primo EP, dal titolo  Starship. Nel 1999 esce il secondo singolo, "Critical" featuring Planet Asia ed un secondo EP, Chapter 4. Il loro album di debutto, Mind Over Matter arriverà solo nel 2000. Il risultato fu uno dei prodotto underground più osannati dell'anno e l'album ricevette la nomina a Independent Album of the Year da The Source Magazine. I Zion I registrarono un secondo album, dal titolo Deep Water Slang, previsto per il 2002, ma a casa di problemi con la casa discografica, andata in fallimento, l'album non fu mai pubblicato. I due prepararono una nuova versione dell'album, Deep Water Slang V2.0, che uscì nel 2003. Dall'album furono estratti i video di "The Drill", "Finger Paint", "Boom Bip" e "Le Le Le". 
Nel 2003 il duo diede vita alla propria etichetta discografica personale, la Live Up Records e realizzò un mixtape dal titolo Curb Servin. Nel 2004 uscirono una compilation, dal titolo Politicks ed un secondo mixtape, Family Business, che servì ad aumentare l'appeal attorno al loro nuovo album. Nel 2004, insieme a Del tha Funkee Homosapien e Haiku D'Etat parteciparono al CD/DVD Calicomm 2004. True & Livin' uscì nel 2005, avvalendosi della collaborazioni di vari artisti underground, del calibro di Talib Kweli, Aesop Rock, Del tha Funkee Homosapien e Gift of Gab. L'album ebbe successo, come i precedenti. Il singolo "The Bay" divenne una hit nelle radio dei college della West Coast e alla pubblicazione del singolo seguì la realizzazione di un video. Il quinto album del duo è una collaborazione con  The Grouch, dei Living Legends, dal titolo Heroes in the City of Dope ed è stato pubblicato il 10 ottobre del 2006. Una traccia dell'album, Spinning, fu inserita nella colonna sonora di "Grandma's Boy" e all'uscita dell'album seguì un tour.
I Zion I registrarono il tour realizzato con The Grouch per Riding Shotgun, un programma televisivo su ONLOQ.com.

## Discografia

### Album
- 30-05-2000 - Mind Over Matter (Ground Control Records)
- 18-02-2003 - Deep Water Slang V2.0 (Raptivism Records)
- 19-04-2005 - True & Livin' (LiveUp Records)
- 13-06-2006 - Break a Dawn (LiveUp Records)
- 10-10-2006 - Heroes in the City of Dope (con The Grouch) (Om Records)

14-03-2009 - "The Take Over" (Gold Dust Records)

### EP
- 1997 - Enter the Woods
- 1998 - New Dimensions
- 1998 - Starship
- 1999 - Chapter 4

### Compilation/Mixtapes
- 29-07-2003 - Curb Servin': The Mixtape Sessions (Raptivism Records)
- 2004 - Politicks: Collabs & B-Sides (LiveUp Records)
- 5-10-2004 - Family Business (LiveUp Records)
- 2007 - Street Legends (LiveUp Records)